# Mortero Sebastopol
Sebastopol era el nombre de un gran mortero de artillería encargado por el emperador etíope Teodoro II. El nombre fue tomado de la ciudad de Sebastopol en Crimea, el sitio de una batalla durante la Guerra de Crimea. El mortero pesaba aproximadamente 6,7 Toneladas y era capaz de disparar proyectiles de artillería de media tonelada.
Teodoro, en un intento de acelerar la Industrialización en Etiopía, tomó como rehenes a algunos funcionarios británicos y misioneros alemanes para forzar la ayuda tecnológica fuera de Inglaterra. En cambio, el gobierno británico montó una expedición para liberar a los cautivos, lo que resultó en la Batalla de Magdala. Tewodros ordenó que se transportara el mortero a la capital de su fortaleza, pero era demasiado pesado.. Durante la batalla, Teodoro se suicidó disparándose con una pistola que le había regalado previamente la Reina Victoria.

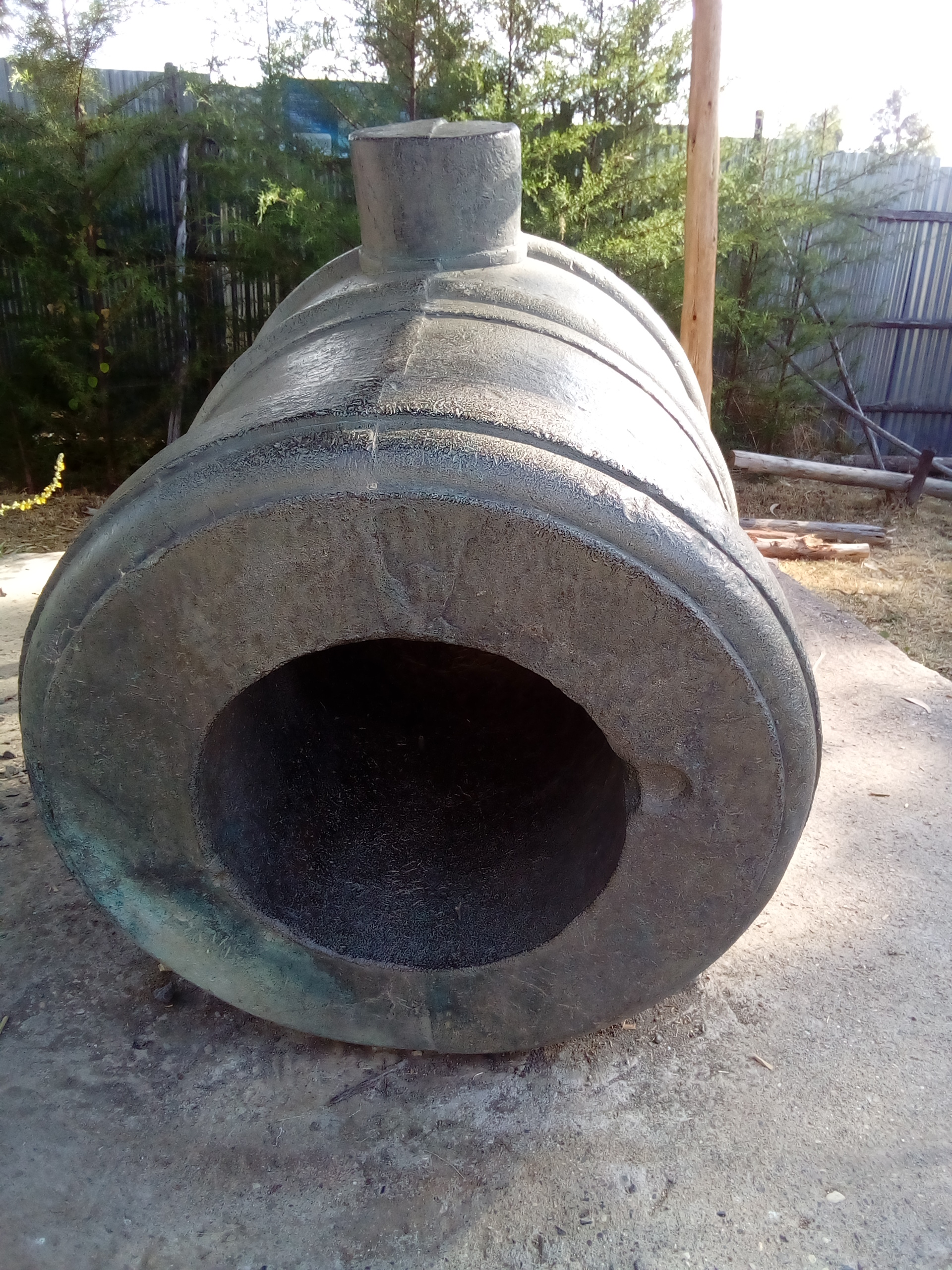
Mortero Original de Teodoro II, actualmente Expuesto en Magdala.

Aunque no hay registros del uso del mortero en la batalla, permanece medio enterrado en el suelo, en la meseta de Meqedela, cerca de Amba Mariam. Se fundió una réplica de bronce y se exhibió en el centro de una rotonda en Tewodros Square, Churchill Avenue en Adís Abeba, las coordenadas del Monumento están: 9°1′37.37″N 38°45′6.03″E / 9.0270472, 38.7516750.